# La Polla Records
La Polla Records sau La Polla a fost o trupă spaniolă de muzică punk rock din Salvatierra, Álava, Țara Bascilor (1979-2003). Membrii formației sunt:
- Evaristo Páramos
- Txarly
- Sumé (Manolo García)
- Abel Murua

## Discografie
- Salve - 1984
- Revolución - 1985
- No somos nada - 1987
- Donde se habla - 1988
- Ellos dicen mierda, nosotros amén - 1990
- Los jubilados - 1990
- Negro - 1992
- Hoy es el futuro - 1993
- Bajo presión - 1994
- Carne para la picadora - 1996
- Toda la puta vida igual - 1999
- Bocas - 2001
- El último (el) de La Polla - 2003